# Francisco Andrade
Francisco Andrade (Bahía Blanca, Buenos Aires; 27 de junio de 1984) es un actor y modelo argentino.

## Biografía
Francisco Andrade, nacido el 27 de junio de 1984 en Bahía Blanca, es el segundo hijo de Fernando Andrade, un agrimensor y Liliana Misculin, una kinesióloga. Tiene dos hermanas llamadas Julieta y Guillermina. A temprana edad, Francisco manifestó interés por la actuación y la música, por lo que se inscribió en el Conservatorio Provincial de Música de su ciudad natal para comenzar con su formación. Tras finalizar sus estudios en el colegio secundario, Francisco se trasladó a la Ciudad de Buenos Aires para perfeccionarse como actor y tomó clases de teatro impartidas por Rául Serrano y Justo Gisbert.

## Carrera profesional
A la edad de 18 años, Francisco firmó con la agencia de Pancho Dotto para dar inicio a su carrera como modelo, la cual lo llevó participar en varias campañas y proyectos realizados en México, Turquía, Tailandia y Brasil. Durante esta etapa, desfiló para diversas marcas internacionales como Armani, Yves Saint Laurent, H&M y Levi's. En 2007, Andrade debutó como actor protagonizado la obra teatral de rock infantil El huemul de la Patagonia, la cual se estrenó en el teatro Verdi y se presentó en varios escenarios de Buenos Aires durante tres años. Más tarde, Francisco hizo su primera aparición en televisión al integrarse al elenco de la telenovela juvenil Champs 12 (2009) de América TV, en la cual asumió el papel de Álvaro Pacheco Melo, uno de los amigos de Charlotte.
Sus siguientes papeles abarcaron participaciones en Herencia de amor (2009), Para vestir santos (2010) y Un año para recordar (2011). En el ámbito teatral, formó parte del elenco de la obra Desterrados (2010) bajo la dirección de Adriana Genta, la cual se presentó en el teatro Payró. Poco después, se sumó al elenco principal de la telenovela juvenil uruguaya Dance!, la fuerza del corazón (2011) emitida por Canal 10. En 2012, Andrade ganó mayor exposición tras aparecer en la telenovela Dulce amor de Telefe, interpretando el papel de Facundo Green, un jardinero obsesionado con Brenda Bandi. Ese mismo año, debutó en cine con la película romántica No te enamores de mí, donde personificó a Juani, el objeto de amor de Alejandra. Al año siguiente, Francisco asumió el rol de conductor en el programa musical Jazz al sur (2013) transmitido por Canal (á).
En 2014, Andrade fue parte del elenco de la obra teatral Romeo y Julieta, donde interpretó el papel del Conde Paris, siendo dirigido por Virginia Lago en el teatro Regio. En 2015, trabajó nuevamente en teatro con la obra El día que se acortó el día, interpretando a Frank y posteriormente participó en el video musical «¿Y qué?» de Axel. En 2016, realizó una participación en la telenovela Educando a Nina de Telefe, desempeñando un doble papel en la trama. Además, ese año, coprotagonizó con Miriam Lanzoni la obra teatral Climax presentada en el teatro Border, poniéndose en la piel de Robert.
A principios de 2017, Andrade se incorporó al elenco de la obra Hombre viajando en taxi estrenada en el teatro El Cubo. Luego, realizó una participación especial en la telenovela Las Estrellas de El trece, desempeñando el papel de Alfonso, un joven bisexual que se convierte en el tercero en discordia en la relación de Carla y Lucho. Poco después, fue parte de dos obras teatrales tituladas La química diaria y Regalos de navidad. En 2018, interpretó a Lucas en la obra Juego de rol dirigida por Guillermo Pfening En 2019, Francisco obtuvo el rol de Severino Finocchieto en la telenovela de época Argentina, tierra de amor y venganza emitida por El trece. Ese mismo año, fue seleccionado para interpretar a Claudio en la comedia teatral Mucho ruido y pocas nueces en el teatro La Comedia. Seguidamente, el 25 de agosto de 2019, se estrenó la película de comedia brasileña A Mulher do Meu Marido, donde Andrade personificó a Martín, un hombre engañado por su esposa.
A finales de 2019, Andrade se trasladó a Perú para filmar la telenovela de romance Princesas, que se estrenó el 1 de diciembre de 2020, encarando el rol de Sebastián Aramburú. En 2022, Francisco regresó a Argentina para desempeñar un papel protagónico en la obra iCan en el teatro Nün, encarnando a Facundo. Después, apareció en un episodio de la serie cómica El encargado de Star+, interpretando el personaje de Rómulo. En 2023, Andrade fue fichado para integrar el elenco principal de la comedia musical Tootsie, obteniendo el papel de Max, el interés amoroso de la protagonista.

## Filmografía

### Cine
| Año  | Título                                   | Papel     | Notas         |
| ---- | ---------------------------------------- | --------- | ------------- |
| 2012 | No te enamores de mí                     | Juani     |               |
| 2019 | A Mulher do Meu Marido                   | Martín    |               |
| 2022 | ¿Quién dijo Detox?                       | Guillermo |               |
| 2024 | ¿Quién quiere casarse con un astronauta? | Marcelo   |               |
| TBA  | Lying in Waiting                         | Raúl      | Posproducción |

### Televisión
| Año       | Título                               | Papel                | Notas                                   |
| --------- | ------------------------------------ | -------------------- | --------------------------------------- |
| 2009      | Champs 12                            | Álvaro Pacheco Melo  |                                         |
| 2009      | Herencia de amor                     | Ezequiel Alonso      |                                         |
| 2010      | Para vestir santos                   | Richard              |                                         |
| 2010      | Colpo di fulmine                     | «Spider»             | Película italiana para televisión       |
| 2011      | Un año para recordar                 | Richard              |                                         |
| 2011      | Dance!, la fuerza del corazón        | Manuel               |                                         |
| 2011      | Adictos                              | Lucas Baqué          | Episodio: «La fama es puro cuento»      |
| 2012      | Dulce amor                           | Facundo Green        |                                         |
| 2013      | Jazz al sur                          | Él mismo             | Conductor                               |
| 2014      | Guapas                               | Esteban              | Capítulo: «La anécdota»                 |
| 2016      | Según Roxi                           | Pablo                |                                         |
| 2016      | Educando a Nina                      | «Chacal» / «Lungo»   |                                         |
| 2017      | Las Estrellas                        | Alfonso              |                                         |
| 2019      | Argentina, tierra de amor y venganza | Severino Finocchieto |                                         |
| 2019      | Millennials                          | Pablo                |                                         |
| 2020-2021 | Princesas                            | Sebastián Aramburú   |                                         |
| 2022      | El encargado                         | Rómulo               | Episodio: «Una turista en Buenos Aires» |

### Videos musicales
| Año  | Video          | Artista                  |
| ---- | -------------- | ------------------------ |
| 2013 | «En otra vida» | Luceros el Ojo Daltónico |
| 2015 | «¿Y qué?»      | Axel                     |

## Teatro
| Año       | Título                      | Papel                 | Lugar                     |
| --------- | --------------------------- | --------------------- | ------------------------- |
| 2007-2009 | El huemul de la Patagonia   | Huemul                | Teatro Verdi              |
| 2010      | Desterrados                 | Nicolás               | Teatro Payró              |
| 2012      | Dalí                        | Salvador Dalí         | El Laberinto del Cíclope  |
| 2014      | Romeo y Julieta             | Conde Paris           | Teatro Regio              |
| 2015      | El día que se acortó el día | Frank                 | La Casona Iluminada       |
| 2016      | Beatrix Cenci               | Maestro de ceremonia  | Teatro Colón              |
| 2016      | Climax                      | Robert                | Teatro Border             |
| 2017      | Hombre viajando en taxi     | Alter ego del taxista | Teatro El Cubo            |
| 2017-2018 | La química diaria           | Cristian              | Teatro Nün                |
| 2017      | Regalos de navidad          | Justo                 | Teatro Picadilly          |
| 2018      | Juego de rol                | Lucas                 | Milion Bar                |
| 2018      | ¿Te importa si miro?        | Artista plástico      | Teatro El Grito           |
| 2019      | Argüindegui                 |                       | Centro Cultural Recoleta  |
| 2019      | Mucho ruido y pocas nueces  | Claudio               | Teatro La Comedia         |
| 2020      | Nebulosa monotonía          | Lector                | Streaming                 |
| 2022-2023 | iCan                        | Facundo               | Teatro Nün                |
| 2023-2024 | Tootsie                     | Max                   | Teatro Lola Membrives     |
| 2025      | La revista del Cervantes    | Varios                | Teatro Nacional Cervantes |